# René Valmy
René Valmy   (Tarba, 24 de desembre de 1920 - Tarba, 6 de novembre de 1977) va ser un atleta francès, especialista en curses de velocitat, que va competir durant les dècades de 1940 i 1950.
El 1948 va prendre part en els Jocs Olímpics de Londres, on va disputar dues proves del programa d'atletisme. En ambdues quedà eliminat en sèries.
En el seu palmarès destaca una medalla de plata en els 4x100 metres relleus al Campionat d'Europa d'atletisme d'Oslo de 1946. Formà equip amb Agathon Lepève, Julien Lebas i Pierre Gonon. També guanyà nou campionats nacionals, cinc en els 100 metres (1939, 1941, 1942, 1943 i 1945) i quatre en els 200 metres (1941, 1942, 1943 i 1945). Va establir el rècord francès en els 100 metres i el relleu 4x100 metres, a banda d'igualar el dels 200 metres.

## Millors marques
- 100 metres. 10,5" (1948)
- 200 metres. 21,6" (1948)
- Salt de llargada. 7,34 metres (1948)[1][5]